# Варуинге, Филип
Фи́лип Варуи́нге (англ. Philip Waruinge; 3 февраля 1945, Муранга, Британская Кения — 19 октября 2022, Накуру, Кения), также известный как Варуи́нгэ Накая́ма (яп. ワルインゲ中山) — кенийский боксёр легчайшей, второй легчайшей и полулёгкой весовых категорий. В середине 1960-х — начале 1970-х годов выступал за сборную Кении: серебряный и бронзовый призёр летних Олимпийских игр, чемпион Всеафриканских игр, двукратный чемпион Игр Содружества британских наций, победитель многих международных турниров и национальных первенств. В период 1973—1978 боксировал на профессиональном уровне, дважды был претендентом на титул чемпиона мира по версии ВБС. Считается одним из самых успешных боксёров своей страны.

## Биография
Филип Варуинге родился 3 февраля 1945 года в городе Муранга, Центральная провинция. Активно заниматься боксом начал в раннем детстве, проходил подготовку в ныне несуществующем клубе «Накуру», откуда вышли многие знаменитые кенийские боксёры. Первого успеха на международном уровне добился в возрасте семнадцати лет, когда в наилегчайшем весе завоевал бронзовую медаль на Играх Британской империи и Содружества наций в Перте. Два года спустя в полулёгкой весовой категории выиграл чемпионат Африки и благодаря череде удачных выступлений удостоился права защищать честь страны на летних Олимпийских играх 1964 года в Токио. На Олимпиаде, тем не менее, уже во втором своём матче на турнире со счётом 0:5 проиграл немцу Хайнцу Шульцу.
В 1965 году Варуинге одержал победу на Всеафриканских играх в Браззавиле, затем по прошествии ещё одного года взял золото на Играх Содружества в Кингстоне и на первенстве Африки в Лагосе. В 1968 году прошёл квалификацию на Олимпийские игры в Мехико — сумел дойти здесь до стадии полуфиналов, после чего со счётом 2:3 уступил мексиканцу Антонио Рольдану, который в итоге и стал олимпийским чемпионом. Варуинге выиграл лишь бронзовую медаль, но, несмотря на это, был признан самым техничным боксёром Олимпиады и получил Кубок Вэла Баркера. Позже боксировал на Играх Британского Содружества наций 1970 года в Эдинбурге, где вновь занял первое место. Оставаясь в числе лидеров кенийской национальной сборной, ездил представлять страну на летних Олимпийских играх 1972 года в Мюнхене. Сумел выйти в финал, однако в решающем матче со счётом 2:3 проиграл советскому боксёру Борису Кузнецову.
Получив серебряную олимпийскую медаль, кениец решил попробовать себя среди профессионалов и для этой цели эмигрировал в Японию, где стал выступать под именем Варуингэ Накаяма. Дебютировал в профессиональном боксе в июле 1973 года, победив по очкам опытного японца Кимио Синдо. Тем не менее, первое время его карьера в новом амплуа складывалась не очень удачно: в девяти матчах только четыре победы. Однако с течением времени Варуинге всё же одолел нескольких действительно сильных соперников, завоевал титул чемпиона Японии во втором легчайшем весе и весной 1976 года получил шанс побороться с панамцем Ригоберто Рьяско за вакантный титул чемпиона мира по версии Всемирного боксёрского совета (ВБС). Варуинге побывал в нокдауне в четвёртом и седьмом раундах, а в девятом рефери остановил бой, засчитав ему технический нокаут.
После этого поражения Варуинге дважды защитил сохранившийся у него титул чемпиона Японии и спустился в легчайший вес, чтобы вновь сразиться за чемпионский пояс ВБС. На сей раз его соперником стал непобеждённый мексиканец Карлос Сарате: действующий многолетний чемпион легко расправился с кенийцем, отправив его в нокаут уже в четвёртом раунде. Впоследствии Филип Варуинге продолжал выходить на ринг вплоть до 1978 года, однако большинство поздних матчей проиграл, в частности, уступил пояс японского чемпиона новому претенденту Ю Касахаре. Всего в профессиональном боксе провёл 25 боёв, из них 14 окончил победой (в том числе 6 досрочно), 10 раз проиграл, в одном случае была зафиксирована ничья.